# Orde van de Eer (Raad van Arabische Staten)
Op 25 mei 1981 kwamen Oman, Bahrein, Koeweit, Qatar, Saoedi-Arabië en de Verenigde Arabische Emiraten overeen nauwer samen te gaan werken en de "GCC" of "Golf Co-operation Council" op te richten.
Deze internationale organisatie heeft in december 1989 een ridderorde, "Wissam" is Arabisch voor "Orde", ingesteld. Deze Orde van de Eer of "Wissam al Takrim" heeft een enkele graad.
Het initiatief ging uit van Sultan Qaboes bin Said Al Said van Oman. De orde zou worden verleend aan "pioniers van cultuur, wetenschap, literatuur en wijsheid ("thought"). Er werden zestig benoemingen geregistreerd. Ieder staatshoofd zou tijdens de in zijn land gehouden vijfjaarlijkse topconferentie de orden uitreiken.
Sinds 1990 is de orde niet meer toegekend.

## Het versiersel
Het kleinood is een aan een rood lint om de hals gedragen zespuntige ster met zes briljanten op de gouden bloembladvormige stralen. Tussen de gouden stralen zijn kleine zilveren schilden bevestigd met gegraveerde arabesken. Op het centrale grijze medaillon is een gouden Arabische inscriptie aangebracht die als "De Samenwerkende Arabische Staten aan de Golf" en "Orde van de Eer" ("Wissam al-Takrim") kan worden vertaald. In het midden staat een zeshoek met een gouden afbeelding van het Arabisch schiereiland. De keerzijde is vlak.
De landen die de orde instelden zijn onmetelijk rijk; daarom is de gesp waarmee de onderscheiding aan het lint wordt bevestigd ingezet met elf briljanten.